# Sasa Matic (fotbollsspelare)
Sasa Matic, född 25 september 1993, är en svensk före detta fotbollsspelare.

## Karriär
Matic är uppväxt i Skärholmen och började som femåring spela fotboll i Djurgårdens IF. Han fick spela två träningsmatcher med A-laget inför säsongen 2013 men blev därefter utlånad till division 2-klubben Arameiska-Syrianska IF. Inför säsongen 2014 värvades han av klubben på ett ettårskontrakt.
Inför säsongen 2015 skrev Matic på för Huddinge IF. Matic debuterade i Division 1 den 11 april 2015 i en 2–0-förlust mot Carlstad United, där han blev inbytt i den 62:a minuten. Totalt gjorde Matic 14 mål på 25 matcher under säsongen.
I februari 2016 värvades Matic av Superettan-klubben AFC United. Klubben blev inför säsongen 2017 uppflyttade till Allsvenskan samt bytte namn till AFC Eskilstuna. Matic gjorde allsvensk debut den 2 april 2017 i en 3–1-förlust mot GIF Sundsvall.
Sommaren 2019 skrev Matic på för Syrianska FC.